# Vernon (Arizona)
Vernon statisztikai település az USA Arizona államában, Apache megyében. Lakosainak száma 126 fő (2020. április 1.).

## Népesség
A település népességének változása:

| 2010 | 122 |
| 2020 | 126 |